# Copa de la Liga de España
La Copa de la Liga de España fue una competición española de fútbol oficial, por eliminación directa, que se celebró anualmente entre 1983 y 1986, organizada por la Real Federación Española de Fútbol. Inicialmente solo participaban los equipos de la Primera División de España, aunque también se realizaron ediciones en Segunda División, Segunda B y Tercera. Los clubes campeones de la Copa de la Liga de Primera División fueron el F. C. Barcelona con dos títulos, y el Real Valladolid y el Real Madrid con un título.

## Historia
La Copa de la Liga fue impulsada por el presidente del Fútbol Club Barcelona, José Luis Núñez, con el fin de crear una nueva competición que generase nuevos ingresos económicos a los clubes, tanto en concepto de taquilla como por los derechos de televisión.
En 1986 se celebró la cuarta y última edición. En 1987 estaba previsto que se celebrara la quinta edición con un nuevo formato de “final a tres” (que hubiera sustituido a la Supercopa de España, que por este motivo no se celebró en las temporadas 1985-86 ni 1986-87), para la que ya estaban clasificados el Real Madrid (campeón de Liga), la Real Sociedad (campeón de Copa) y el Atlético de Madrid (campeón de la “liguilla intermedia” de la “Liga del playoff”).  Los clubes finalmente se pusieron de acuerdo en cancelar la competición a causa de la saturación del calendario de partidos, especialmente debido al extraño formato de Liga de aquella temporada 1986-87.

## Formato
La Copa de la Liga tuvo su propio formato y características: todas las eliminatorias, incluida la final, se disputaron a doble partido. Se jugaba una vez terminado el resto de competiciones nacionales, con lo que junio era su periodo habitual. Había una competición para cada categoría, desde Primera hasta Tercera División. En la primera edición de la categoría principal participaron los dieciocho equipos de Primera División y, a partir de entonces, se incorporaban uno de Segunda, dos de Segunda B y otro de Tercera.
A partir de la segunda edición se otorgó al campeón una plaza en la Copa de la UEFA en un intento por dar prestigio al torneo, ya que la Copa de la Liga no funcionaba como se esperaba. Los resultados en taquilla y televisión no fueron tan rentables como se preveían, las fechas no ayudaban y TVE se negó a que las cadenas autonómicas pudiesen adquirir los derechos. El torneo no era rentable para la mayoría de clubes y en la temporada 1985-86 se disputó su última edición.
Todavía en la liga siguiente 1986-87 se ideó en que fuera únicamente un triangular entre el campeón de Liga, el de Copa, y el del segundo grupo de la eliminatoria de Liga, liguilla donde se enfrentaban del séptimo al duodécimo clasificado en la liga regular. Se debía jugar al acabar los play-offs, pero el calendario resultó ser agotador, que, sumado a la escasa rentabilidad referida anteriormente, propició que finalmente no se disputara. 

## Historial
| Temporada                 | Campeón                   | Resultado                 | Subcampeón                | Notas                                          |
| Copa de la Liga de España | Copa de la Liga de España | Copa de la Liga de España | Copa de la Liga de España | Copa de la Liga de España                      |
| ------------------------- | ------------------------- | ------------------------- | ------------------------- | ---------------------------------------------- |
| 1982-83                   | F. C. Barcelona           | 2-2, 2-1                  | Real Madrid C. F.         |                                                |
| 1983-84                   | Real Valladolid C. F.     | 0-0, 3-0 (pro.)           | Atlético de Madrid        | Primera y única final resuelta en una prórroga |
| 1984-85                   | Real Madrid C. F.         | 2-3, 2-0                  | Atlético de Madrid        |                                                |
| 1985-86                   | F. C. Barcelona           | 0-1, 2-0                  | Real Betis Balompié       |                                                |

### Palmarés de la Copa de la Liga de Primera División
Nota: indicados en negrita los campeonatos, en otro caso los subcampeonatos.
| Equipo                | Títulos | Subcamp. | Historial  |
| --------------------- | ------- | -------- | ---------- |
| F. C. Barcelona       | 2       | -        | 1983, 1986 |
| Real Madrid C. F.     | 1       | 1        | 1983, 1985 |
| Real Valladolid C. F. | 1       | -        | 1984       |
| Atlético de Madrid    | -       | 2        | 1984, 1985 |
| Real Betis Balompié   | -       | 1        | 1986       |

## Estadísticas

### Clasificación histórica
Disputaron la Copa de La Liga un total de 34 equipos, de los cuales once no ganaron ningún partido, y tres ni siquiera llegaron a empatar. 
Hasta trece equipos disputaron todas las ediciones del torneo, mientras que el que más partidos jugó, ganó y perdió fue el Club Atlético de Madrid. También fue el equipo que más goles marcó y encajó.
| Pos | Club                    | Temporadas | E.D. | E.S. | PJ | PG | PE | PP | GF | GC | Títulos |
| --- | ----------------------- | ---------- | ---- | ---- | -- | -- | -- | -- | -- | -- | ------- |
| 1   | Club Atlético de Madrid | 4          | 16   | 12   | 32 | 18 | 5  | 9  | 63 | 40 | -       |
| 2   | F. C. Barcelona         | 4          | 12   | 10   | 24 | 10 | 8  | 6  | 39 | 27 | 2       |
| 3   | Real Betis Balompié     | 4          | 10   | 6    | 20 | 11 | 4  | 5  | 31 | 24 | -       |
| 4   | R. C. D. Español        | 4          | 10   | 6    | 20 | 8  | 6  | 6  | 42 | 32 | -       |
| 5   | Sporting de Gijón       | 4          | 10   | 6    | 20 | 7  | 7  | 6  | 23 | 17 | -       |
| 6   | Real Zaragoza           | 4          | 9    | 5    | 18 | 9  | 1  | 8  | 34 | 30 | -       |
| 7   | Real Valladolid         | 4          | 9    | 6    | 18 | 7  | 4  | 7  | 42 | 30 | 1       |
| 8   | Real Sociedad de Fútbol | 4          | 8    | 4    | 16 | 5  | 6  | 5  | 20 | 19 | -       |
| 9   | Valencia CF             | 4          | 7    | 3    | 14 | 5  | 3  | 6  | 21 | 21 | -       |
| 10  | Real Madrid             | 4          | 8    | 5    | 16 | 4  | 6  | 6  | 29 | 32 | 1       |
| 11  | CD Málaga               | 3          | 6    | 3    | 12 | 4  | 2  | 6  | 13 | 15 | -       |
| 12  | Sevilla Fútbol Club     | 4          | 6    | 2    | 12 | 4  | 2  | 6  | 9  | 12 | -       |
| 13  | R. C. D. Mallorca       | 1          | 3    | 2    | 6  | 4  | 1  | 1  | 12 | 7  | -       |
| 14  | Racing de Santander     | 3          | 4    | 1    | 8  | 4  | 1  | 3  | 12 | 15 | -       |
| 15  | Athletic Club           | 4          | 6    | 2    | 12 | 3  | 4  | 5  | 16 | 22 | -       |
| 16  | U. D. Las Palmas        | 2          | 3    | 1    | 6  | 4  | 0  | 2  | 9  | 8  | -       |
| 17  | Osasuna                 | 4          | 5    | 1    | 10 | 2  | 5  | 3  | 17 | 17 | -       |
| 18  | Sestao                  | 1          | 3    | 2    | 6  | 3  | 1  | 2  | 7  | 6  | -       |
| 19  | Real Oviedo             | 1          | 2    | 1    | 4  | 2  | 0  | 2  | 5  | 8  | -       |
| 20  | Real Murcia             | 2          | 3    | 1    | 6  | 2  | 0  | 4  | 11 | 16 | -       |
| 21  | Celta de Vigo           | 2          | 2    | 0    | 4  | 2  | 0  | 2  | 7  | 13 | -       |
| 22  | CD Castellón            | 1          | 2    | 1    | 4  | 1  | 2  | 1  | 7  | 6  | -       |
| 23  | Albacete Balompié       | 2          | 2    | 0    | 4  | 1  | 1  | 2  | 7  | 14 | -       |
| 24  | Sporting Atlético       | 1          | 1    | 0    | 2  | 0  | 2  | 0  | 4  | 4  | -       |
| 25  | Cádiz CF                | 2          | 2    | 0    | 4  | 0  | 2  | 2  | 0  | 3  | -       |
| 26  | UD Salamanca            | 2          | 2    | 0    | 4  | 0  | 2  | 2  | 3  | 8  | -       |
| 27  | UB Conquense            | 1          | 1    | 0    | 2  | 0  | 1  | 1  | 3  | 5  | -       |
| 28  | Elche                   | 1          | 1    | 0    | 2  | 0  | 1  | 1  | 2  | 5  | -       |
| 29  | Real Madrid Aficionados | 1          | 1    | 0    | 2  | 0  | 1  | 1  | 0  | 3  | -       |
| 30  | CD Tudelano             | 1          | 1    | 0    | 2  | 0  | 1  | 1  | 1  | 5  | -       |
| 31  | CD Antequerano          | 1          | 1    | 0    | 2  | 0  | 1  | 1  | 4  | 12 | -       |
| 32  | Gimnàstic de Tarragona  | 1          | 1    | 0    | 2  | 0  | 0  | 2  | 0  | 3  | -       |
| 33  | Atlético Madrileño      | 1          | 1    | 0    | 2  | 0  | 0  | 2  | 0  | 3  | -       |
| 34  | Hércules de Alicante    | 2          | 2    | 0    | 4  | 0  | 0  | 4  | 2  | 13 | -       |

### Datos estadísticos
- Partidos totales jugados: 160
- Goles totales marcados: 495
- Promedio G/P: 3,09375
- Mayor goleada: Real Valladolid 8-0 Antequerano (11-04-1985).
- Eliminatoria más abultada: Atlético de Madrid 9-0 Real Murcia (4-0 y 0-5, 1985).
- Eliminatoria con más goles: Real Valladolid 12-4 Antequerano (8-0 y 4-4, 1985).
- Amarilla tiene el récord de goles en una Copa de La Liga (7, en la edición de 1983).
- Pedro Uralde y Roberto Marina son los únicos jugadores que lograron marcar en todas las ediciones de la Copa de La Liga; ambos marcaron 9 goles.
- Gracias a sus oportunos goles en este efímero torneo, José Ramón Alexanko se convirtió en el único jugador de la historia que ha marcado en finales de Copa (1988), Supercopa (1983 y 1985) y Copa de La Liga (1983 y 1986).
- Los entrenadores ganadores de la Copa de La Liga fueron: César Luis Menotti, Fernando Redondo, Luis Molowny, y Terry Venables.

### Tabla histórica de goleadores
Únicamente indicados aquellos con 6 o más goles.
| \| Jugador \| G. \| Part. \| Prom. \| \| (Equipo debut) \| Otros clubes \| \| ------------------- \| -- \| ----- \| ----- \| \| ----------------------- \| ----------------------- \| \| Hugo Sánchez \| 14 \| 26 \| 0,54 \| \| Atlético de Madrid (14) \| Real Madrid C. F. \| \| Raúl Amarilla \| 13 \| 18 \| 0,72 \| \| Real Zaragoza (9) \| F. C. Barcelona (4) \| \| Pedro Uralde \| 9 \| 15 \| 0,60 \| \| Real Sociedad \| \| \| Roberto Marina \| 9 \| 25 \| 0,36 \| \| Atlético de Madrid \| \| \| Carlos Santillana \| 8 \| 12 \| 0,67 \| \| Real Madrid C. F. \| \| \| Michel Pineda \| 7 \| 11 \| 0,64 \| \| R. C. D. Español \| \| \| Paco Machín \| 7 \| 14 \| 0,50 \| \| Real Betis Balompié (5) \| Racing de Santander (2) \| \| John Lauridsen \| 7 \| 15 \| 0,47 \| \| R. C. D. Español \| \| \| Juan Carlos Arteche \| 7 \| 28 \| 0,25 \| \| Atlético de Madrid \| \| \| Jorge Aravena \| 6 \| 3 \| 2,00 \| \| Real Valladolid C. F. \| \| \| Jorge Valdano \| 6 \| 8 \| 0,75 \| \| Real Zaragoza (4) \| Real Madrid C. F. (2) \| \| Pedro Duque \| 6 \| 9 \| 0,67 \| \| Real Valladolid C. F. \| \| \| Quini Castro \| 6 \| 17 \| 0,35 \| \| F. C. Barcelona \| Sporting de Gijón (6) \| \| Gabriel Calderón \| 6 \| 17 \| 0,35 \| \| Real Betis Balompié \| \| \| Juan Rubio \| 6 \| 22 \| 0,27 \| \| Atlético de Madrid \| \| \| Quique Ramos \| 6 \| 26 \| 0,23 \| \| Atlético de Madrid \| \| Estadísticas actualizadas a fin de competición. |    |       |       |  |                         |                         |
| Jugador | G. | Part. | Prom. |  | (Equipo debut)          | Otros clubes            |
| Hugo Sánchez | 14 | 26    | 0,54  |  | Atlético de Madrid (14) | Real Madrid C. F.       |
| Raúl Amarilla | 13 | 18    | 0,72  |  | Real Zaragoza (9)       | F. C. Barcelona (4)     |
| Pedro Uralde | 9  | 15    | 0,60  |  | Real Sociedad           |                         |
| Roberto Marina | 9  | 25    | 0,36  |  | Atlético de Madrid      |                         |
| Carlos Santillana | 8  | 12    | 0,67  |  | Real Madrid C. F.       |                         |
| Michel Pineda | 7  | 11    | 0,64  |  | R. C. D. Español        |                         |
| Paco Machín | 7  | 14    | 0,50  |  | Real Betis Balompié (5) | Racing de Santander (2) |
| John Lauridsen | 7  | 15    | 0,47  |  | R. C. D. Español        |                         |
| Juan Carlos Arteche | 7  | 28    | 0,25  |  | Atlético de Madrid      |                         |
| Jorge Aravena | 6  | 3     | 2,00  |  | Real Valladolid C. F.   |                         |
| Jorge Valdano | 6  | 8     | 0,75  |  | Real Zaragoza (4)       | Real Madrid C. F. (2)   |
| Pedro Duque | 6  | 9     | 0,67  |  | Real Valladolid C. F.   |                         |
| Quini Castro | 6  | 17    | 0,35  |  | F. C. Barcelona         | Sporting de Gijón (6)   |
| Gabriel Calderón | 6  | 17    | 0,35  |  | Real Betis Balompié     |                         |
| Juan Rubio | 6  | 22    | 0,27  |  | Atlético de Madrid      |                         |
| Quique Ramos | 6  | 26    | 0,23  |  | Atlético de Madrid      |                         |

#### Hat-Tricks
| Jugador        | Goles | Partido                             | Fecha      |
| Santillana     | 4     | Real Madrid 5-3 Zaragoza            | 22-06-1983 |
| Aravena        | 4     | Real Valladolid 5-1 Albacete        | 01-05-1986 |
| Rafael Marañón | 3     | R. C. D. Espanyol 7-1 Celta de Vigo | 21-05-1983 |
| Duque          | 3     | Real Valladolid 8-0 Antequerano     | 11-04-1985 |
| Víctor Celso   | 3     | Murcia 7-0 Hércules                 | 11-04-1985 |
| Pedro Uralde   | 3     | Real Sociedad 4-0 Real Oviedo       | 21-05-1986 |

## Lista completa de goleadores por equipos y por ediciones
A lo largo de la historia de esta competición, un total de 230 jugadores lograron marcar algún gol. Nueve de ellos lo hicieron jugando para dos equipos:
- Amarilla (9+4) - Real Zaragoza y F. C. Barcelona
- Arrien (1+1) - Racing de Santander y Athletic Club
- Ito (1+2) - Real Madrid y Real Valladolid
- Juani (4+1) - R. C. D. Mallorca y U. D. Las Palmas
- Paco (Francisco Machín) (2+5) - Racing de Santander y Real Betis
- Ramírez (Andrés Ramírez Garullo) (2+1) - Real Zaragoza y Real Oviedo
- Sola (Miguel Ángel Sola) (2+1) - Ahtletic Club y Club Atlético Osasuna
- Valdano (4+2) - Real Zaragoza y Real Madrid

Además de estos ocho jugadores, que marcaron para su equipo, tenemos el especial caso de Ruiz (Atlético de Madrid), que marcó tanto para su equipo (1984 y 1985) como en propia puerta, a favor del Real Valladolid (1986). Junto a él, otros 5 jugadores tuvieron la mala suerte de meter gol contra su propio equipo:
- Espinosa, del Sporting, a favor del Osasuna (1984)
- Mora, del Murcia, a favor del Hércules (1985)
- López, del Tudelano, a favor del R. C. D. Espanyol (1985)
- Votava, del Atlético de Madrid, a favor del Real Valladolid (1984)
- Lecumberri, del Osasuna, a favor del Sporting (1984)

La lista detallada de goleadores en cada edición, agrupada por equipos, es la siguiente:
| EQUIPO                  | JUGADOR                                        | 1983 | 1984 | 1985 | 1986 | TOTAL |
| Albacete Balompié       | Antonio                                        |      |      |      | 1    | 1     |
| Albacete Balompié       | Benítez                                        |      |      |      | 2    | 2     |
| Albacete Balompié       | Cazaurang                                      |      |      |      | 2    | 2     |
| Albacete Balompié       | Gervasio                                       |      | 1    |      |      | 1     |
| Albacete Balompié       | Rubio                                          |      | 1    |      |      | 1     |
| Athletic Club           | Arrien *                                       |      |      | 1    |      | 1     |
| Athletic Club           | Dani                                           | 1    | 2    | 1    |      | 4     |
| Athletic Club           | De La Fuente                                   |      |      | 1    | 1    | 2     |
| Athletic Club           | Gallego                                        |      |      |      | 1    | 1     |
| Athletic Club           | Julio Salinas                                  |      | 1    |      |      | 1     |
| Athletic Club           | Noriega                                        | 1    |      |      |      | 1     |
| Athletic Club           | Patxi Salinas                                  |      |      | 1    |      | 1     |
| Athletic Club           | Sarabia                                        | 1    |      | 1    |      | 2     |
| Athletic Club           | Sarriugarte                                    |      |      |      | 1    | 1     |
| Athletic Club           | Sola (Miguel Ángel Sola) *                     | 2    |      |      |      | 2     |
| Atlético de Madrid      | Arteche                                        |      | 2    | 4    | 1    | 7     |
| Atlético de Madrid      | Hugo Sánchez                                   | 6    | 6    | 2    |      | 14    |
| Atlético de Madrid      | Juan Carlos Pedraza                            | 2    | 1    |      |      | 3     |
| Atlético de Madrid      | Juan José Rubio                                |      |      | 6    |      | 6     |
| Atlético de Madrid      | Julio Prieto                                   |      | 1    |      | 1    | 2     |
| Atlético de Madrid      | Landáburu                                      | 3    | 1    | 1    |      | 5     |
| Atlético de Madrid      | Llorente                                       |      |      |      | 2    | 2     |
| Atlético de Madrid      | Luis Mario Cabrera                             |      |      | 4    |      | 4     |
| Atlético de Madrid      | Marina                                         | 2    | 3    | 3    | 1    | 9     |
| Atlético de Madrid      | Mínguez                                        |      | 1    |      |      | 1     |
| Atlético de Madrid      | Pedro Pablo                                    |      |      |      | 1    | 1     |
| Atlético de Madrid      | Quique Ramos                                   |      | 4    |      | 2    | 6     |
| Atlético de Madrid      | Ruiz (Miguel Ángel Ruiz García) *!             |      | 1    | 1    |      | 2     |
| Atlético de Madrid      | Sergio Morgado                                 |      |      |      | 1    | 1     |
| Atlético Madrileño      | -                                              |      | 0    |      |      | 0     |
| Cádiz C. F.             | -                                              |      | 0    |      | 0    | 0     |
| C. A. Osasuna           | Arechavaleta                                   |      | 2    |      |      | 2     |
| C. A. Osasuna           | Bayona                                         |      | 3    |      |      | 3     |
| C. A. Osasuna           | Bustingorri                                    |      |      |      | 1    | 1     |
| C. A. Osasuna           | Dioni                                          |      |      | 1    |      | 1     |
| C. A. Osasuna           | Espinosa (pp, SPO) #                           |      | 1    |      |      | 1     |
| C. A. Osasuna           | Etxeberría                                     | 1    |      |      |      | 1     |
| C. A. Osasuna           | Goikoetxea                                     |      |      |      | 2    | 2     |
| C. A. Osasuna           | Julio                                          | 1    |      |      |      | 1     |
| C. A. Osasuna           | Lumbreras                                      | 1    | 2    | 1    |      | 4     |
| C. A. Osasuna           | Sola (Miguel Ángel Sola) **                    |      |      |      | 1    | 1     |
| C.D. Antequerano        | Miguel                                         |      |      | 1    |      | 1     |
| C.D. Antequerano        | Navarro                                        |      |      | 1    |      | 1     |
| C.D. Antequerano        | Porras                                         |      |      | 1    |      | 1     |
| C.D. Antequerano        | Samuel                                         |      |      | 1    |      | 1     |
| C.D. Castellón          | Alcañiz                                        |      |      | 1    |      | 1     |
| C.D. Castellón          | Carrillo                                       |      |      | 2    |      | 2     |
| C.D. Castellón          | Ibeas                                          |      |      | 1    |      | 1     |
| C.D. Castellón          | Mestre                                         |      |      | 2    |      | 2     |
| C.D. Castellón          | Viña                                           |      |      | 1    |      | 1     |
| C.D. Málaga             | Albis                                          |      | 2    |      |      | 2     |
| C.D. Málaga             | Brescia                                        | 1    |      |      |      | 1     |
| C.D. Málaga             | Fernando Rodríguez                             |      | 1    |      |      | 1     |
| C.D. Málaga             | Gasparini                                      | 1    |      |      |      | 1     |
| C.D. Málaga             | José Hurtado                                   | 1    |      | 3    |      | 4     |
| C.D. Málaga             | Rivas                                          |      |      | 2    |      | 2     |
| C.D. Málaga             | Totó (Antonio Cruz Cruz)                       | 1    |      |      |      | 1     |
| C.D. Málaga             | Urdaci                                         |      | 1    |      |      | 1     |
| C.D. Tudelano           | Chus Mari                                      |      |      | 1    |      | 1     |
| Celta de Vigo           | Andrés Fernández                               | 1    |      |      |      | 1     |
| Celta de Vigo           | Baltazar                                       |      |      |      | 1    | 1     |
| Celta de Vigo           | Mercader                                       | 1    |      |      |      | 1     |
| Celta de Vigo           | Pichi Lucas                                    | 2    |      |      | 2    | 4     |
| Elche C. F.             | Christensen                                    |      |      | 1    |      | 1     |
| Elche C. F.             | Lucas                                          |      |      | 1    |      | 1     |
| F. C. Barcelona         | Alexanko                                       | 1    | 1    |      | 1    | 3     |
| F. C. Barcelona         | Amarilla **                                    |      |      |      | 4    | 4     |
| F. C. Barcelona         | Ángel Pedraza                                  |      |      |      | 1    | 1     |
| F. C. Barcelona         | Archibald                                      |      |      | 1    | 1    | 2     |
| F. C. Barcelona         | Calderé                                        |      | 1    | 1    |      | 2     |
| F. C. Barcelona         | Carrasco                                       | 2    |      |      |      | 2     |
| F. C. Barcelona         | Clos                                           |      |      | 1    | 1    | 2     |
| F. C. Barcelona         | Esteban Vigo                                   |      |      |      | 3    | 3     |
| F. C. Barcelona         | Maradona                                       | 4    |      |      |      | 4     |
| F. C. Barcelona         | Marcos Alonso                                  | 1    |      | 3    |      | 4     |
| F. C. Barcelona         | Morán                                          |      | 1    |      |      | 1     |
| F. C. Barcelona         | Moratalla                                      |      |      | 1    |      | 1     |
| F. C. Barcelona         | Pichi Alonso                                   |      | 4    |      |      | 4     |
| F. C. Barcelona         | Rojo                                           |      | 1    |      |      | 1     |
| F. C. Barcelona         | Schuster                                       | 1    | 1    |      |      | 2     |
| F. C. Barcelona         | Urbano                                         |      |      |      | 2    | 2     |
| F. C. Barcelona         | Víctor Muñoz                                   | 1    |      |      |      | 1     |
| Gimnàstic de Tarragona  | -                                              |      |      | 0    |      | 0     |
| Hércules de Alicante    | Juan Carlos Álvarez Vega                       |      |      |      | 1    | 1     |
| Hércules de Alicante    | Mora (pp, MUR) #                               |      |      | 1    |      | 1     |
| Racing de Santander     | Arrien **                                      |      |      |      | 1    | 1     |
| Racing de Santander     | Bernal                                         | 1    |      | 1    |      | 2     |
| Racing de Santander     | Campbell                                       |      |      | 1    |      | 1     |
| Racing de Santander     | Chaparro                                       | 1    |      |      |      | 1     |
| Racing de Santander     | Chirri                                         |      |      |      | 1    | 1     |
| Racing de Santander     | Cidón                                          | 2    |      |      |      | 2     |
| Racing de Santander     | Paco (Francisco Machín) *                      | 2    |      |      |      | 2     |
| Racing de Santander     | Sañudo                                         | 1    |      |      | 1    | 2     |
| R.C.D. Español          | Corominas                                      | 1    | 1    |      |      | 2     |
| R.C.D. Español          | Diego Orejuela                                 |      | 2    | 1    |      | 3     |
| R.C.D. Español          | Forcadell                                      |      |      | 1    |      | 1     |
| R.C.D. Español          | Giménez                                        | 1    | 2    | 2    |      | 5     |
| R.C.D. Español          | Iñaki                                          |      |      | 1    |      | 1     |
| R.C.D. Español          | Jesús Orejuela                                 |      | 1    |      |      | 1     |
| R.C.D. Español          | Job                                            |      |      | 1    |      | 1     |
| R.C.D. Español          | Lauridsen                                      | 2    |      | 4    | 1    | 7     |
| R.C.D. Español          | López (pp, TUD) #                              |      |      | 1    |      | 1     |
| R.C.D. Español          | Marañón                                        | 5    |      |      |      | 5     |
| R.C.D. Español          | Márquez                                        |      | 2    |      | 3    | 5     |
| R.C.D. Español          | Mauri                                          |      |      |      | 1    | 1     |
| R.C.D. Español          | Michel Pineda                                  |      |      | 5    | 2    | 7     |
| R.C.D. Español          | Murúa                                          | 2    |      |      |      | 2     |
| R. C. D. Mallorca       | Barrera                                        |      | 5    |      |      | 5     |
| R. C. D. Mallorca       | Delgado                                        |      | 1    |      |      | 1     |
| R. C. D. Mallorca       | Higuera                                        |      | 1    |      |      | 1     |
| R. C. D. Mallorca       | Juani **                                       |      | 4    |      |      | 4     |
| R. C. D. Mallorca       | Verón                                          |      | 1    |      |      | 1     |
| Real Betis              | Calderón                                       |      |      | 2    | 4    | 6     |
| Real Betis              | Calleja                                        |      | 1    | 1    |      | 2     |
| Real Betis              | Cardeñosa                                      | 1    |      |      |      | 1     |
| Real Betis              | Diarte                                         | 1    |      |      |      | 1     |
| Real Betis              | Gabino                                         |      |      |      | 5    | 5     |
| Real Betis              | Gordillo                                       |      |      | 1    |      | 1     |
| Real Betis              | Paco (Francisco Machín) **                     |      | 4    | 1    |      | 5     |
| Real Betis              | Parra                                          |      | 1    |      | 1    | 2     |
| Real Betis              | Rincón                                         |      |      | 2    |      | 2     |
| Real Betis              | Romo                                           |      |      |      | 1    | 1     |
| Real Betis              | Suárez                                         |      | 2    |      |      | 2     |
| Real Betis              | Valdo                                          |      |      |      | 3    | 3     |
| Real Madrid             | Butragueño                                     |      | 2    |      |      | 2     |
| Real Madrid             | Cholo                                          |      |      |      | 1    | 1     |
| Real Madrid             | Del Bosque                                     | 1    |      |      |      | 1     |
| Real Madrid             | Francisco Pineda                               | 2    |      | 2    |      | 4     |
| Real Madrid             | Ito *                                          |      | 1    |      |      | 1     |
| Real Madrid             | Juanito                                        | 3    |      | 1    |      | 4     |
| Real Madrid             | Metgod                                         | 2    |      |      |      | 2     |
| Real Madrid             | Míchel                                         |      |      | 2    |      | 2     |
| Real Madrid             | Pardeza                                        |      |      |      | 1    | 1     |
| Real Madrid             | Santillana                                     | 5    |      | 3    |      | 8     |
| Real Madrid             | Stielike                                       |      |      | 1    |      | 1     |
| Real Madrid             | Valdano**                                      |      |      | 2    |      | 2     |
| Real Madrid Aficionados | -                                              |      | 0    |      |      | 0     |
| Real Murcia             | Adolfo Muñoz                                   |      |      | 1    |      | 1     |
| Real Murcia             | Figueroa                                       |      | 1    | 2    |      | 3     |
| Real Murcia             | Moyano                                         |      |      | 2    |      | 2     |
| Real Murcia             | Núñez                                          |      |      | 1    |      | 1     |
| Real Murcia             | Tarrés                                         |      | 1    |      |      | 1     |
| Real Murcia             | Víctor Celso                                   |      |      | 3    |      | 3     |
| Real Oviedo             | Blanco                                         |      |      |      | 1    | 1     |
| Real Oviedo             | García Barrero                                 |      |      |      | 1    | 1     |
| Real Oviedo             | Joaquín Alonso                                 |      |      |      | 1    | 1     |
| Real Oviedo             | Leiva                                          |      |      |      | 1    | 1     |
| Real Oviedo             | Ramírez (Andrés Ramírez Garullo) **            |      |      |      | 1    | 1     |
| Real Sociedad           | Bakero                                         |      | 1    |      |      | 1     |
| Real Sociedad           | Begiristain                                    |      | 1    |      | 1    | 2     |
| Real Sociedad           | Diego Álvarez                                  | 1    |      |      |      | 1     |
| Real Sociedad           | Kortabarría                                    | 1    |      |      |      | 1     |
| Real Sociedad           | López Ufarte                                   |      |      | 1    |      | 1     |
| Real Sociedad           | Loren                                          |      |      |      | 1    | 1     |
| Real Sociedad           | Mujika                                         |      |      |      | 3    | 3     |
| Real Sociedad           | Uralde                                         | 1    | 1    | 1    | 6    | 9     |
| Real Sociedad           | Zamora                                         |      | 1    |      |      | 1     |
| Real Valladolid         | Aravena                                        |      |      |      | 6    | 6     |
| Real Valladolid         | Da Silva                                       | 1    | 3    |      |      | 4     |
| Real Valladolid         | Duque                                          |      |      | 6    |      | 6     |
| Real Valladolid         | Eusebio                                        |      |      | 1    |      | 1     |
| Real Valladolid         | Fonseca                                        |      |      |      | 1    | 1     |
| Real Valladolid         | Fortes                                         |      | 1    |      |      | 1     |
| Real Valladolid         | Gail                                           |      | 1    |      | 1    | 2     |
| Real Valladolid         | García Navajas                                 |      |      | 1    |      | 1     |
| Real Valladolid         | Ito **                                         |      |      | 2    |      | 2     |
| Real Valladolid         | Jorge Alonso                                   |      | 3    |      |      | 3     |
| Real Valladolid         | Mágico González                                |      |      | 1    |      | 1     |
| Real Valladolid         | Minguela                                       |      | 1    |      |      | 1     |
| Real Valladolid         | Moré                                           |      | 3    | 1    |      | 4     |
| Real Valladolid         | Peña                                           |      |      | 1    |      | 1     |
| Real Valladolid         | Ruiz (Miguel Ángel Ruiz García) (pp, ATM) ** # |      |      |      | 1    | 1     |
| Real Valladolid         | Víctor (Victor José Porras)                    |      |      | 2    | 2    | 4     |
| Real Valladolid         | Votava (pp, ATM)                               |      | 1    |      |      | 1     |
| Real Valladolid         | Yáñez                                          | 1    | 1    |      |      | 2     |
| Real Zaragoza           | Amarilla *                                     | 7    |      | 2    |      | 9     |
| Real Zaragoza           | Ayneto                                         |      |      | 1    | 1    | 2     |
| Real Zaragoza           | Conde                                          |      | 1    | 1    | 2    | 4     |
| Real Zaragoza           | Corchado                                       |      |      |      | 3    | 3     |
| Real Zaragoza           | García Cortés                                  |      | 1    | 1    |      | 2     |
| Real Zaragoza           | Güerri                                         | 2    |      |      |      | 2     |
| Real Zaragoza           | Herrera                                        | 1    |      |      |      | 1     |
| Real Zaragoza           | Ramírez (Andrés Ramírez Garullo) *             | 2    |      |      |      | 2     |
| Real Zaragoza           | Rubén Sosa                                     |      |      |      | 2    | 2     |
| Real Zaragoza           | Señor                                          | 2    |      |      |      | 2     |
| Real Zaragoza           | Valdano*                                       | 4    |      |      |      | 4     |
| Real Zaragoza           | Zayas                                          |      |      | 1    |      | 1     |
| Sestao                  | Aspiazu                                        |      |      |      | 1    | 1     |
| Sestao                  | Gonzalo                                        |      |      |      | 1    | 1     |
| Sestao                  | Mendilíbar                                     |      |      |      | 2    | 2     |
| Sestao                  | Primi                                          |      |      |      | 1    | 1     |
| Sestao                  | Txelis                                         |      |      |      | 2    | 2     |
| Sevilla F. C.           | -                                              |      |      |      | 0    | 0     |
| Sevilla F. C.           | Álvarez II                                     |      |      | 1    |      | 1     |
| Sevilla F. C.           | José Luis                                      | 1    |      |      |      | 1     |
| Sevilla F. C.           | Juan Carlos Álvarez Vega                       |      | 1    |      |      | 1     |
| Sevilla F. C.           | López                                          |      |      | 1    |      | 1     |
| Sevilla F. C.           | Magdaleno                                      |      | 1    | 1    |      | 2     |
| Sevilla F. C.           | Moisés                                         |      | 1    |      |      | 1     |
| Sevilla F. C.           | Ruda                                           |      | 1    | 1    |      | 2     |
| Sporting Atlético       | Eraña                                          |      | 1    |      |      | 1     |
| Sporting Atlético       | Llabrés                                        |      | 1    |      |      | 1     |
| Sporting Atlético       | Marcelino                                      |      | 1    |      |      | 1     |
| Sporting Atlético       | Roberto                                        |      | 1    |      |      | 1     |
| Sporting de Gijón       | Abel                                           | 1    |      |      |      | 1     |
| Sporting de Gijón       | Eloy                                           |      | 1    |      |      | 1     |
| Sporting de Gijón       | Esteban                                        |      |      | 1    |      | 1     |
| Sporting de Gijón       | Ferrero                                        | 1    | 2    |      |      | 3     |
| Sporting de Gijón       | Joaquín                                        |      |      |      | 2    | 2     |
| Sporting de Gijón       | Lecumberri (pp, OSA)                           |      | 1    |      |      | 1     |
| Sporting de Gijón       | Mesa                                           |      | 2    |      |      | 2     |
| Sporting de Gijón       | Mino                                           |      |      | 2    |      | 2     |
| Sporting de Gijón       | Quini                                          |      |      | 5    | 1    | 6     |
| Sporting de Gijón       | Savic                                          | 1    | 1    |      |      | 2     |
| Sporting de Gijón       | Tocornal                                       |      |      | 1    |      | 1     |
| Sporting de Gijón       | Zurdi                                          |      | 1    |      |      | 1     |
| U.B. Conquense          | Chencho                                        |      |      |      | 1    | 1     |
| U.B. Conquense          | Serna                                          |      |      |      | 1    | 1     |
| U.B. Conquense          | Totó                                           |      |      |      | 1    | 1     |
| U. D. Las Palmas        | Benito Morales                                 | 1    |      |      |      | 1     |
| U. D. Las Palmas        | Faustino                                       | 2    |      |      |      | 2     |
| U. D. Las Palmas        | Javier Campos                                  |      |      |      | 1    | 1     |
| U. D. Las Palmas        | Juani *                                        | 1    |      |      |      | 1     |
| U. D. Las Palmas        | Julio Durán                                    | 1    |      |      |      | 1     |
| U. D. Las Palmas        | Martínez                                       | 2    |      |      |      | 2     |
| U. D. Las Palmas        | Saavedra                                       |      |      |      | 1    | 1     |
| U. D. Salamanca         | Abajo                                          |      | 1    |      |      | 1     |
| U. D. Salamanca         | Ángel González                                 | 1    |      |      |      | 1     |
| U. D. Salamanca         | Tapia                                          |      | 1    |      |      | 1     |
| Valencia C. F.          | Arroyo                                         |      |      | 1    |      | 1     |
| Valencia C. F.          | Botubot                                        | 1    |      |      |      | 1     |
| Valencia C. F.          | Fenoll                                         |      |      |      | 1    | 1     |
| Valencia C. F.          | Giner                                          |      |      |      | 1    | 1     |
| Valencia C. F.          | Montes                                         |      |      |      | 1    | 1     |
| Valencia C. F.          | Muñoz Pérez                                    |      |      |      | 1    | 1     |
| Valencia C.F.           | Quique                                         |      |      |      | 1    | 1     |
| Valencia C. F.          | Revert                                         |      |      |      | 1    | 1     |
| Valencia C. F.          | Ribes                                          |      | 1    |      |      | 1     |
| Valencia C. F.          | Robert                                         | 2    |      |      |      | 2     |
| Valencia C. F.          | Sánchez Torres                                 |      |      |      | 1    | 1     |
| Valencia C. F.          | Sixto                                          |      |      | 1    | 4    | 5     |
| Valencia C. F.          | Subirats                                       |      |      |      | 1    | 1     |
| Valencia C. F.          | Tendillo                                       |      |      |      | 1    | 1     |
| Valencia C. F.          | Wilmar Cabrera                                 |      |      | 2    |      | 2     |
|                         |                                                | 110  | 118  | 140  | 127  | 495   |
|                         |                                                | 1983 | 1984 | 1985 | 1986 | TOTAL |

Significado de los símbolos en la tabla:
* - Primer equipo para el que logró marcar ese jugador
** - Segundo equipo para el que logró marcar ese jugador
# - El jugador marcó en propia puerta a favor de otro equipo
! - El jugador marcó a favor de su equipo y en propia puerta a favor de otro

## Palmarés del resto de categorías

### Palmarés de la Copa de la Liga de Segunda División
| Año  | Campeón            | Subcampeón                   | Ida | Vuelta |
| 1983 | Atlético Madrileño | R. C. Deportivo de La Coruña | 3-1 | 0-1    |
| 1984 | C. D. Castellón    | U. D. Las Palmas             | 3-1 | 1-1    |
| 1985 | Real Oviedo        | Atlético Madrileño           | 1-0 | 1-1    |

| Club                         | Campeón | Subcampeón |
| Atlético Madrileño           | 1       | 1          |
| C. D. Castellón              | 1       |            |
| Real Oviedo                  | 1       |            |
| R. C. Deportivo de La Coruña |         | 1          |
| U. D. Las Palmas             |         | 1          |

### Palmarés de la Copa de Liga de Segunda División B - Grupo I
| Año  | Campeón                     | Subcampeón                  | Ida | Vuelta      |
| 1983 | Sporting de Gijón Atlético  | Club Gimnàstic de Tarragona | 0-1 | 3-1         |
| 1984 | Club Gimnàstic de Tarragona | C. D. Logroñés              | 2-3 | 3-2 (t. e.) |
| 1985 | Sestao S. C.                | Pontevedra C. F.            | 1-1 | 4-1         |

| Club                        | Campeón | Subcampeón |
| Club Gimnàstic de Tarragona | 1       | 1          |
| Sporting de Gijón Atlético  | 1       |            |
| Sestao S. C.                | 1       |            |
| C. D. Logroñés              |         | 1          |
| Pontevedra C. F.            |         | 1          |

### Palmarés de la Copa de Liga de Segunda División B - Grupo II
| Año  | Campeón           | Subcampeón      | Ida | Vuelta      |
| 1983 | Albacete Balompié | R. S. D. Alcalá | 4-1 | 3-0         |
| 1984 | C. D. Antequerano | R. S. D. Alcalá | 2-2 | 0-0 (t. e.) |
| 1985 | Albacete Balompié | C. D. Badajoz   | 3-0 | 0-1         |

| Club              | Campeón | Subcampeón |
| Albacete Balompié | 2       |            |
| C. D. Antequerano | 1       |            |
| R. S. D. Alcalá   |         | 2          |
| C. D. Badajoz     |         | 1          |

### Palmarés de la Copa de Liga de Tercera División
| Año  | Campeón                 | Subcampeón                | Ida | Vuelta |
| 1983 | Real Madrid Aficionados | C. D. Tudelano            | 2-1 | 1-1    |
| 1984 | C. D. Tudelano          | Yeclano C. F.             | 1-1 | 2-4    |
| 1985 | U. B. Conquense         | U. D. Las Palmas Atlético | 0-2 | 4-1    |

| Club                      | Campeón | Subcampeón |
| C. D. Tudelano            | 1       | 1          |
| Real Madrid Aficionados   | 1       |            |
| U. B. Conquense           | 1       |            |
| Yeclano C. F.             |         | 1          |
| U. D. Las Palmas Atlético |         | 1          |

## Nota
1. ↑  Aunque en promedio por partido, le superan el Real Valladolid (2,33 goles marcados por partido) y el Antequerano (6 goles en contra por encuentro).